# Демидов, Артём Геннадьевич
Артём Геннадьевич Демидов (род. 31 марта 1984, Казань) — российский общественный деятель, Председатель Всероссийского общества охраны памятников истории и культуры (сокращенно ВООПИиК) (с 2017 года), член Совета при Президенте РФ по культуре и искусству (с 2018 года), член Комиссии РФ по делам ЮНЕСКО (с 2018 года).

## Биография
Артём Демидов родился 31 марта 1984 года в городе Казань.
В 2007 году окончил факультет права Государственного университета — Высшей школы экономики.
В 2019 году прошел профессиональную переподготовку в Московском архитектурном институте (государственная академия) по программе: «Градостроительное развитие территорий».
С 2006 по 2008 гг. работал в Департаменте правового обеспечения и внешних связей Министерства культуры Российской Федерации.
С 2008 года являлся заместителем председателя, с 2013 года — первым заместителем председателя Центрального совета ВООПИиК, осуществляя руководство отдельными направлениями работы Общества. 14 июня 2017 года избран Председателем Центрального совета.
При активном участии Артёма Демидова были восстановлены многие региональные отделения Общества.
С 2009 по 2011 год Артём Демидов занимался организацией научно-проектных и реставрационных работ на более чем 30 объектах культурного наследия в нескольких регионах Российской Федерации, курировал мониторинг современного состояния памятников в Ивановской, Орловской, Рязанской, Псковской, Тверской областях и других регионах страны.
В 2014 году выступил одним из инициаторов создания на базе Общества Координационного центра общественных движений и инициатив в области охраны культурного наследия.
Участвовал в разработке изменений в Федеральный закон «Об объектах культурного наследия (памятниках истории и культуры) народов Российской Федерации», в Кодекс об административных правонарушениях, в работе над проектом Федерального закона «О культуре».
С 2012 по 2017 год Артём Демидов являлся куратором популярного просветительского проекта «Выход в город» (г. Москва). С момента основания проекта его участниками стали более 300 тысяч человек.
По инициативе Артёма Демидова в 2016 году образовано Волонтерское движение Общества.
С 2014 по 2018 год являлся членом Общественной Палаты Московской области.
С 2016 года — член Общественного совета при Министерстве культуры Российской Федерации, с 2020 по 2022 г. — заместитель Председателя.
С 2018 года — член Совета при Президенте Российской Федерации по культуре и искусству.
С 2018 года — член Комиссии Российской Федерации по делам ЮНЕСКО.
С 2019 года — член Центральной ревизионной комиссии Общероссийского народного фронта.

## Награды и премии
Награжден Благодарностью Президента РФ, Почетной грамотой Министерства культуры Российской Федерации за большой вклад в развитие культуры, Патриаршей грамотой, Благодарностями Министра культуры и массовых коммуникаций РФ; Почетной грамотой Департамента культурного наследия г. Москвы, Благодарностями Общественной палаты РФ.

## Семья
Женат, воспитывает троих детей.